# Benedikte Hansen
Benedikte Hansen (født 24. september 1958 i København) er en dansk skuespillerinde.
Hun blev uddannet fra Statens Teaterskole i 1981 og har siden da bl.a. optrådt på Gladsaxe Teater, Hvidovre Teater, Det kongelige Teater og Nørrebros Teater.
Blandt de teaterstykker hun har medvirket i kan nævnes Sorg klæder Elektra, Schumanns nat, Købmanden i Venedig, Kjartan og Gudrun, Richard III, Livet er en drøm, Skybrud, Don Carlos, Egelykke, En spurv i tranedans og En skærsommernatsdrøm.
I tv har Benedikte Hansen bl.a. medvirket i serierne Gøngehøvdingen, Bryggeren, Rejseholdet og Album. Hun har også haft en rolle i tv-spillet To som elsker hinanden.
Hun havde en gennemgående rolle som journalisten "Hanne Holm" i tv-serien Borgen.
Benedikte Hansen vandt i 2016 en reumert for bedste kvindelige hovedrolle i stykket TØRST, skrevet af Abelone Koppel.

## Privat
Hun har været gift med Gerz Feigenberg frem til 1993 og gift med Michael Christiansen, teaterchef ved Det Kongelige Teater, fra 1998 og ni år frem.
Hun er senere kommet sammen med Viggo Sommer.

## Udvalgt filmografi
| År   | Titel                            | Rolle      | Noter |
| ---- | -------------------------------- | ---------- | ----- |
| 1985 | Walter og Carlo - op på fars hat |            |       |
| 1988 | Baby Doll                        |            |       |
| 1995 | Menneskedyret                    |            |       |
| 1996 | Tøsepiger                        |            |       |
| 2001 | En kort en lang                  |            |       |
| 2004 | Forbrydelser                     |            |       |
| 2005 | Allegro                          |            |       |
| 2007 | Daisy Diamond                    |            |       |
| 2009 | De Vilde Svaner                  | Dronningen |       |
| 2010 | Smukke mennesker                 |            |       |
| 2015 | Comeback                         |            |       |

| År        | Titel                       | Rolle                               | Noter        |
| --------- | --------------------------- | ----------------------------------- | ------------ |
| 1992      | Gøngehøvdingen              |                                     |              |
| 1996-1997 | Bryggeren                   |                                     |              |
| 2000-2004 | Rejseholdet                 | Trine Dalgaard, journalist.         |              |
| 2007      | Forestillinger              |                                     |              |
| 2008      | Album                       |                                     |              |
| 2009      | Forbrydelsen II −           |                                     |              |
| 2010-2013 | Borgen                      | Hanne Holm                          |              |
| 2013      | Tvillingerne og Julemanden  | Susanne Clausen                     | julekalender |
| 2013-2018 | Badehotellet                | Grevinde Anne-Grethe af Frijsenholm |              |
| 2018      | Sygeplejeskolen             | Margrethe Lund                      |              |
| 2018      | Theo & Den Magiske Talisman | Karen                               | Julekalender |